# Мочурище
Мочурище или тресавище е блатиста местност, в която липсва активно торфообразуване.
Мочурищата, за разлика от блатата, се формират от преовлажняване на почвите от подземни води или при разливания на реките. Те нямат устойчиви очертания и липсва открита водна повърхност.